# トニー・バレント
トニー・バレント（Tony Valente、1964年6月19日 - ）は、アメリカ合衆国出身の男性総合格闘家。
アフロヘアーにブルース・リーのトラックスーツで『K-1 WORLD MAX』に参戦したカンフーマスター。
K-1デビュー戦では小比類巻貴之と対戦。3R0分59秒でKO負けするも強烈な印象を残した。それは格闘技専門誌において「最もインパクトのあるファイター」に選ばれたほどである。
K-1 2戦目には、総合格闘技ルールに挑戦し、山本"KID"徳郁と対戦。あっという間にマウントポジションを取られ、何も出来ずに58秒一本負けをする。
しかし解説の畑山にはジャブだけは鋭いとの評価を受けたりもした。

## 来歴
- 2003年11月18日、小比類巻貴之と対戦しミドルキックで3R59秒KO負け。（K-1 WORLD MAX 2003 〜世界王者対抗戦〜／日本武道館）
- 2004年4月7日、山本"KID"徳郁と対戦し1R58秒チョークスリーパーで一本負け。（K-1 WORLD MAX 2004 〜世界一決定トーナメント開幕戦〜／国立代々木競技場第1体育館）

## 獲得タイトル
- USK世界スーパーウェルター級チャンピオン